# Kha Vạng Cân
Kha Vạng Cân (16 tháng 10 năm 1908 – 18 tháng 1 năm 1982) là kỹ sư người Việt Nam, nguyên là Đô trưởng Sài Gòn-Chợ Lớn của Chính phủ Trần Trọng Kim và Bộ trưởng Công nghiệp nhẹ Việt Nam Dân chủ Cộng hòa. Ông là một nhân sĩ trí thức nổi tiếng của Nam Bộ Việt Nam, hoạt động cách mạng từ trước năm 1945 và tham gia kháng chiến chống Pháp.

## Tiểu sử

### Thời niên thiếu
Kha Vạng Cân sinh ngày 16 tháng 10 năm 1908 tại Chợ Lớn, trong một gia đình tiểu tư sản thành thị, là con trai thứ hai của ông Kha Ư Phúc. Cha ông đã rất kì vọng vào ông khi thấy ông sớm bộc lộ trí thông minh và có ý chí.
Năm 1926, khi đang học năm thứ hai, khóa 3 của tú tài bản xứ tại trường Chasseloup Laubat, do tham gia bãi khóa nhân lễ tang Phan Châu Trinh, ông bị đuổi học. Cũng năm này, ông trốn gia đình sang Pháp học tiếp.

### Học ngành cơ khí tại Pháp
Ông trốn gia đình sang Pháp học và cuối cùng tốt nghiệp kỹ sư cơ khí tại École nationale supérieure d'arts et métiers năm 1933 và Trung tâm cơ khí Quốc gia D’Aix-en-Provence, làm chuyên viên kỹ thuật, kỹ sư tại hãng xe hơi Renault ở Billancourt đến năm 1938.
Năm 1939, ông cùng với Bộ thuộc địa Pháp về Việt Nam nghiên cứu hệ thống đường sắt Đông Dương.

### Kinh doanh và làm chính trị trước năm 1945
Năm 1940, ông ở lại Sài Gòn làm Giám đốc Hãng Luyện thép và Cơ học, rồi mở hãng luyện thép tư nhân Cân et Văn (cùng với Trần Văn Vân) ở Chợ Quán - một hãng lớn nhất ở Đông Dương trước thế chiến.
Thời gian này ông là Thành viên Hội đồng Quản hạt Sài Gòn - Chợ Lớn, Ủy viên Hội Thủ công nghiệp Nam Kỳ.
Năm 1945, ông được vua Bảo Đại mời tham gia Hội đồng Cải cách Giáo dục ở Huế. Tại Sài Gòn ông cùng với bác sĩ Phạm Ngọc Thạch, luật sư Thái Văn Lung là thành viên sáng lập tổ chức Thanh niên Tiền phong, làm thủ lĩnh Thanh niên Tiền phong tỉnh Chợ Lớn.
Ông từng làm Phó chủ tịch Hội đồng Nam Kỳ (với ông Trần Văn Ân làm Chủ tịch) và tháng 4 năm 1945, khi nội các Trần Trọng Kim thành lập, ông được mời giữ chức Đô trưởng Sài Gòn-Chợ Lớn.

### Lãnh đạo Ủy ban hành chính Sài Gòn - Chợ Lớn
Sau Cách mạng tháng 8, khi chính quyền Trần Trọng Kim sụp đổ, ông được Ủy ban nhân dân Nam bộ (trước đó là Lâm ủy Hành chánh Nam Bộ với Trần Văn Giàu làm Chủ tịch) cử làm Chủ tịch Ủy ban Hành chánh lâm thời Sài Gòn-Chợ Lớn, chủ tịch thành phố đầu tiên của chính quyền cách mạng.
Năm 1946, ông tham gia phái đoàn Hội nghị Đà Lạt với vai trò cố vấn (Hội nghị Đà Lạt họp từ ngày 17 tháng 4 đến ngày 12 tháng 5 năm 1946, là một hội nghị dự bị, gặp gỡ giữa 2 phái đoàn Việt và Pháp chuẩn bị cho Hội nghị Fontainebleau chính thức vào tháng 7 năm ấy), hội nghị thất bại.
Khi Quốc gia Việt Nam được thành lập, ông lui vào chiến khu và suốt từ năm 1947 đến năm 1954, ông được Chính phủ kháng chiến bổ nhiệm làm Ủy viên Ủy ban kháng chiến Hành chính Nam Bộ, kiêm Giám đốc Sở Kinh tế.

### Hoạt động tại miền Bắc
Năm 1954, ông tập kết ra Bắc, ban đầu giữ chức vụ Vụ trưởng Vụ Kỹ thuật Bộ Công thương.
Năm 1960 khi Chính phủ bãi bỏ Bộ Công Thương, thành lập các bộ: Bộ Thủy lợi và Điện lực, Bộ Công nghiệp nặng, Bộ Công nghiệp nhẹ, Bộ Nội thương, Bộ Ngoại thương, Tổng cục Địa chất, Tổng cục Vật tư. Ông giữ chức Bộ trưởng đầu tiên của Bộ Công nghiệp nhẹ (1960 - 1975) Chính phủ Việt Nam Dân chủ Cộng hòa.

### Cuối đời
Sau ngày thống nhất đất nước (1976), ông về sống tại Thành phố Hồ Chí Minh, giữ chức vụ Trưởng ban Khoa học và Kỹ thuật thành phố Hồ Chí Minh trong thời gian 1976 - 1978 và mất tại đó ngày 18 tháng 1 năm 1982.

## Vinh danh
Tên của ông được đặt cho các con đường lớn tại thành phố Thủ Đức, Thành phố Hồ Chí Minh; huyện Hòa Vang, thành phố Đà Nẵng; thành phố Vũng Tàu, tỉnh Bà Rịa - Vũng Tàu. Tuy nhiên, trên biển ghi tên đường đã ghi sai thành "Kha Vạn Cân". Đến tháng 9 năm 2020, chính quyền Thành phố Hồ Chí Minh quyết định sửa lại thành tên đúng.